# NSG Rixdorfer Teiche und Umgebung
NSG Rixdorfer Teiche und Umgebung este o arie protejată (arie specială de conservare — SAC, sit de importanță comunitară — SCI) din Germania întinsă pe o suprafață de 115 ha, integral pe uscat.

## Localizare
Centrul sitului NSG Rixdorfer Teiche und Umgebung este situat la coordonatele 54°12′25″N 10°24′28″E / 54.2069°N 10.4078°E.

## Înființare
Situl NSG Rixdorfer Teiche und Umgebung a fost declarat sit de importanță comunitară în august 2000 pentru a proteja 2 specii de animale. Situl a fost protejat și ca arie specială de conservare în ianuarie 2010.

## Biodiversitate
Situată în ecoregiunea continentală, aria protejată conține 1 habitat natural: Lacuri eutrofice naturale cu vegetație de tip Magnopotamion sau Hydrocharition.
La baza desemnării sitului se află mai multe specii protejate de  amfibieni (2): buhai de baltă cu burta roșie (Bombina bombina), triton cu creastă (Triturus cristatus)
Pe lângă speciile protejate, pe teritoriul sitului au mai fost identificate 2 specii de amfibieni.